# Patricia Zipprodt
Patricia Zipprodt (Chicago, 24 febbraio 1925 – New York, 17 luglio 1999) è stata una costumista statunitense.

## Biografia
Nata a Chicago, Patricia Zipprodt studiò al Wellesley College e al Fashion Institute of Technology, dove fu allieva di Charles James e Irene Sharaff.
Fece il suo debutto a Broadway nel 1957 come costumista di The Potting Shed, dando così il via a una carriera di enorme successo che sarebbe durata quattro decenni e l'avrebbe vista assidua collaboratrice di importanti nomi del teatro statunitense quali Jerome Robbins, Harold Prince, Gower Champion, David Merrick e Bob Fosse. Durante la sua carriera a Broadway disegnò i costumi di oltre una ventina di allestimenti di opere di prosa e musical, tra cui le produzioni originali di She Loves Me (1963), Fiddler on the Roof (1964), Cabaret (1966), 1776 (1969), Pippin (1972), Mack & Mabel (1974), Chicago (1975), Sunday in the Park with George (1984) ed Into the Woods (1987). Per il suo lavoro a Broadway fu candidata dieci volte al Tony Award ai migliori costumi, vincendolo tre volte per Fiddler on the Roof (1965), Cabaret (1967) e Sweet Charity (1986).
Oltre alla sua attività a Broadway, Zipprodt disegnò anche i costumi per allestimenti di opere liriche e balletti alla New York City Ballet, al Joffrey Ballet, all'Houston Ballet, all'American Ballet Theatre, alla New York City Opera e alla Metropolitan Opera. Lavorò occasionalmente anche per il cinema, curando i costumi de Il laureato, La poiana vola sul tetto e 1776.
Fu sposata con Robert O'Brien Jr dal 1993 alla morte, che la colse nel 1999 a causa del cancro all'età di settantaquattro anni.

## Filmografia
- Il laureato (The Graduate), regia di Mike Nichols (1967)
- La poiana vola sul tetto (Last of the Mobile Hot Shots), regia di Sidney Lumet (1970)
- 1776, regia di Peter H. Hunt (1972)